# Calyptranthes perlaevigata
Calyptranthes perlaevigata är en myrtenväxtart som beskrevs av Cyrus Longworth Lundell. Calyptranthes perlaevigata ingår i släktet Calyptranthes och familjen myrtenväxter. Inga underarter finns listade i Catalogue of Life.